# Nothing’s Gonna Change My Love for You
Nothing’s Gonna Change My Love for You ist ein Lied von Michael Masser und Gerry Goffin, das zunächst 1985 von George Benson interpretiert wurde. Die Version von Glenn Medeiros wurde 1987 erfolgreicher. 

## Geschichte
1984 schrieben Michael Masser und Gerry Goffin das Lied, das George Benson 1985 auf dem Album 20/20 veröffentlichte.

## Glenn Medeiros-Version
Zwei Jahre später wurde die Version von Glenn Medeiros veröffentlicht. Sie erschien auf dem Album Glenn Medeiros. 
Die Veröffentlichung fand am 1. März 1987 statt. In Belgien, Frankreich, Großbritannien, Irland und den Niederlanden wurde die Popballade ein Nummer-eins-Hit.
Es existiert zum Lied auch eine Instrumentalmusik-Version.

### Chartplatzierungen
| ChartsChartplatzierungen       | Höchstplatzierung | Wochen |
| ------------------------------ | ----------------- | ------ |
| Deutschland (GfK)              | 20 (16 Wo.)       | 16     |
| Österreich (Ö3)                | 12 (10 Wo.)       | 10     |
| Schweiz (IFPI)                 | 8 (10 Wo.)        | 10     |
| Vereinigte Staaten (Billboard) | 12 (25 Wo.)       | 25     |
| Vereinigtes Königreich (OCC)   | 1 (14 Wo.)        | 14     |

| ChartsJahrescharts (1987)      | Platzierung |
| ------------------------------ | ----------- |
| Vereinigte Staaten (Billboard) | 85          |

| ChartsJahrescharts (1988)    | Platzierung |
| ---------------------------- | ----------- |
| Vereinigtes Königreich (OCC) | 6           |

### Auszeichnungen für Musikverkäufe
| Land/Region                  | Auszeichnungen für Musikverkäufe (Land/Region, Auszeichnung, Verkäufe) | Verkäufe |
| ---------------------------- | ---------------------------------------------------------------------- | -------- |
| Frankreich (SNEP)            | Gold                                                                   | 500.000  |
| Niederlande (NVPI)           | Gold                                                                   | 75.000   |
| Vereinigtes Königreich (BPI) | Gold                                                                   | 500.000  |
| Insgesamt                    | 3× Gold ·                                                              | 975.000  |

## Coverversionen
- 1987: Engelbert
- 1988: Richard Clayderman
- 1989: The Shadows
- 1998: Roland Kaiser (Niemand ändert meine Gefühle für dich)
- 2001: Dana Winner
- 2002: Oli P. feat. Tina Frank
- 2005: Westlife